# Велодень
«Велодень»  — неофициальный праздник, который отмечают велосипедисты Украины, Белоруссии и России в конце мая. Дата Велодня определяется по назначению, обычно это суббота в последние выходные мая.
Велодень организуется велосипедистами и не несёт политической или коммерческой окраски.

## Проведение Велодня
Основной принцип проведения Велодня - сбор колонн по районам. Это позволяет собирать очень большое число участников. В каждом районе города назначается место сбора района, затем все колонны съезжаются в одно место. Проводится пикник, опен-эйр или афтер-пати на природе, различные конкурсы. Велодень можно охарактеризовать как  распределённый смартмоб, самоорганизация участников которого производится через социальные сети и велофорумы.

## История Велодня
Предшественниками Велодня были велопробеги «На велосипеде – на работу!», которые проводились с 2004 г. в Киеве энтузиастами велодвижения и акция в Днепропетровске «День уважения к велосипедистам» в 2004 году. Целью акции было привлечение внимания общественности и властей к проблемам велосипедистов. Собралось более 60-ти велосипедистов. Разделились на две колонны и устроили велопробег по улицам Днепропетровска.
В 2005 году в городе Днепропетровске впервые прошла акция под названием «Велодень». В акции приняло участие около 200 велосипедистов. С каждым годом участников становилось все больше, а с 2007 года "Велодень" стал проходить в Киеве и в других городах Украины,
в Харькове более 700. Житомир, Запорожье, Луцк, Львов и Николаев в 2007 году собрали до сотни участников каждый.
В 2008 году список городов-участников пополнили Донецк, Ровно, Винница, Первомайск, Черкассы и Стаханов. 
В 2009 присоединились Ивано-Франковск, Кривой Рог, Луганск, Одесса, Полтава, Симферополь, Хмельницкий, Чернигов, а уже в следующем году количество городов-участников достигло двух десятков. Быстро растет и численность участников, в Велодне-2010 в Киеве приняли участие уже 10000 велосипедистов , в Харькове 2500.
Россия присоединилась к празднованию Велодня в 2011 году, когда в г. Курске прошёл первый Велодень  , собравший более 100 участников. В 2012 году присоединился второй российский город - Орёл  , где в Велодне приняли участие более 170 велосипедистов.
В 2012 году к празднованию Велодня присоединилась Белоруссия, город Гомель, организовав на Велодень велопробег Гомель - Чернигов.
Всего в Велодне-2012 приняли участие 55 городов Украины, Белоруссии и России, в числе которых не только областные центры, но и малые города и райцентры.
В 2013 году Велодень впервые прошел в малых городах России — в г. Ельце Липецкой области, в городах Курчатов и Железногорск Курской области, а также в г. Лиски Воронежской области, собрав от 20 до 50 участников в каждом городе. В городе Курске число участников возросло до 300 человек , в Орле число участников возросло в 4 раза, со 170 в 2012 до 700 человек (по данным ГИБДД) в 2013 году. В Петрозаводске численность участников Велодней составляет более 3 тысячи велосипедистов - участников Велопробегов, не считая пешеходов.
В 2016м году Велодень планируется провести в десятках городов, для удобства участников даты мероприятий разнесены. Например, в Курске и Ельце Велодень-2016 будет 28го мая, а в Липецке и Курчатове (Курская область)-21го.

## Известные люди на Велодне
Олимпийские чемпионы по велоспорту Валерий Чаплыгин и Владимир Каминский на Велодне-2012 в г. Курске дали интервью телеканалу СТС-Курск.

## Идеология Велодня
Цель Велодня - самоорганизация велосипедистов и популяризация здорового и активного образа жизни, велосипеда как экологической альтернативы городскому автомобилю, создания цивилизованных условий для велосипедистов.
Самоорганизация - ключевой момент в идеологии и организации Велодня. Велодень организуется самими велосипедистами по принципу распределённой сети - не единый центр и организатор, а множество организаторов в каждом районе города, которые собирают колонны районов, и затем все колонны съезжаются в одном месте.
Всегда подчеркивается, что Велодень не политическая акция, и политические партии и движения не могут быть организаторами Велодня.
На Велодне запрещено использовать символику политических партий и общественных организаций, созданных при политических силах.
Участники Велодня выступают за безопасность и взаимное уважение на дорогах, создание велодорожек и велопарковок в общественных местах.

## Символика Велодня

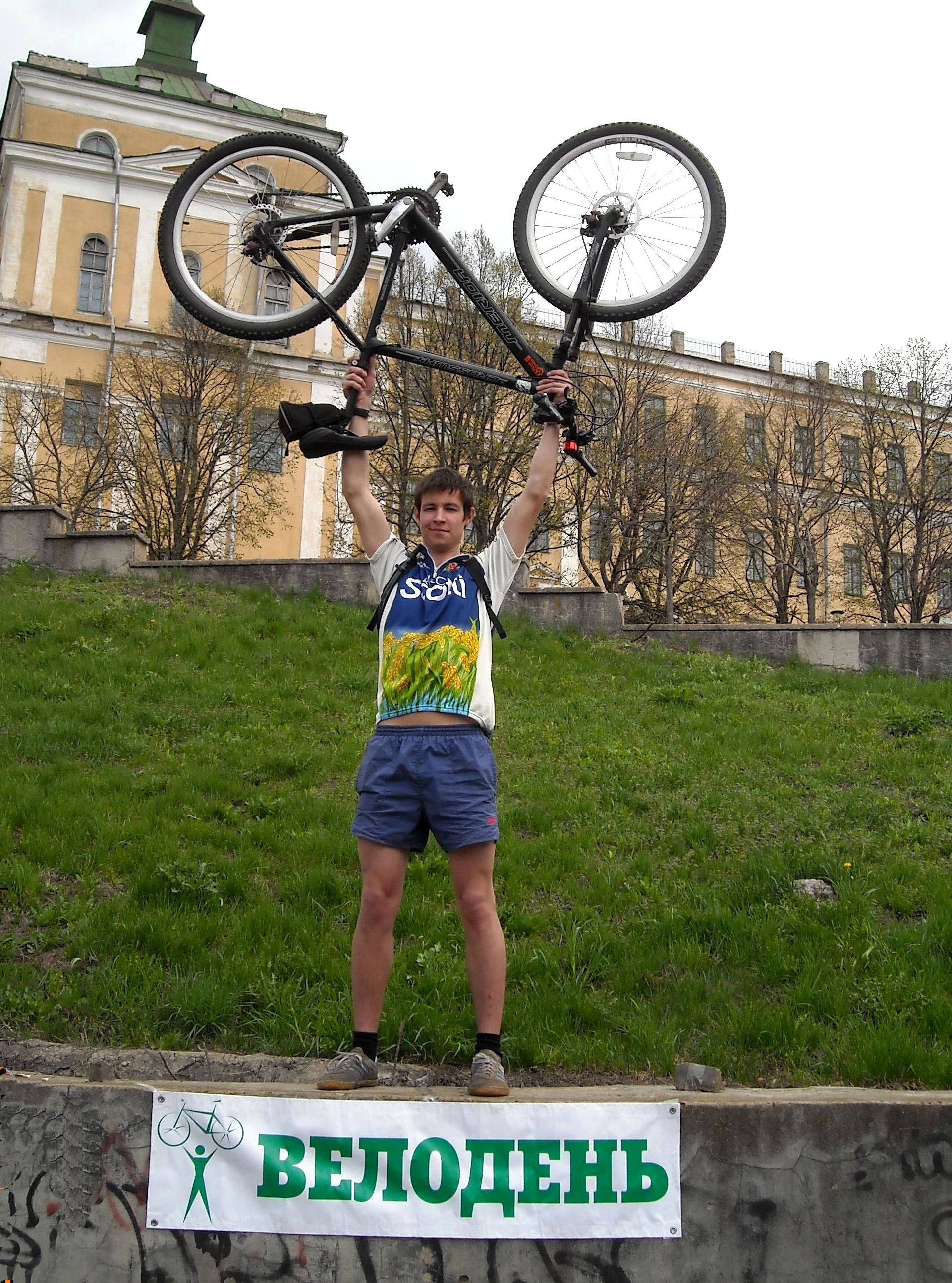
Участник Велодня поднимает велосипед

Эмблемой Велодня является силует человека, поднимающего велосипед над головой. Цвета Велодня - белый и зелёный. Цвета могут взаимозаменяться - белый логотип на зелёном фоне и наоборот, зелёный на белом фоне. Организаторы изготавливают зеленые майки с символикой Велодня, значки, наклейки на раму велосипеда, растяжки, флажки и другие агитационные материалы.
На Велодне существует традиция, когда велосипедисты все вместе поднимают велосипеды над головой, изображая тем самым эмблему Велодня.

## Интересные факты
- Поднять велосипед именно так, как изображено на эмблеме Велодня – седлом вверх – практически невозможно. На Велодне велосипедисты поднимают велосипеды над головой колёсами вверх, потому что так удобней.
- На Велодень-2012 в Симферополе открыли памятник велосипеду. Гигантский велосипед имеет высоту 2 метра и длину 3,5 метра.[17]
- На Велодне деление на колонны может быть не только по районам. Например, часто организуется колонна девушек в платьях. На Велодне-2011 в Харькове колонну велосипедистов возглавил милицейский велоотряд,  сразу за ним – велотанк, внутри которого ехали 2 велосипедиста. Многие участники были в карнавальных костюмах.  Кто-то вырядился пионером или пиратом, кто-то ехал в костюме и галстуке, или даже во фраке с цилиндром на голове, много ребят надели вышиванки, а девушки – сарафаны и венки.[18]